# Kantarell
Kantarell (Cantharellus cibarius) är en ätlig svamp som växer i löv- och barrskog. Med sitt karakteristiska utseende och tydliga smak är kantarellen en svamp som är näst intill omöjlig att förväxla med någon giftig art, vilket har gjort den till en av de absolut populäraste matsvamparna för amatörplockare i Sverige. Säsongen är vanligen juli–oktober.
Kantarellen är en utsökt matsvamp som går att både konservera och frysa in. Torkning av kantareller går utmärkt men ska inte utföras i ugn eller värme då svampen ofta blir seg och besk av det.

## Kännetecken
Kantarellen är lätt att upptäcka och känna igen i naturen. Fruktkroppen är 3–12 centimeter vid och 5–10 centimeter hög. Färgen varierar från gul till mörkt gul-orange och hatten blir rödfläckig om skada uppstår. 
Kantarellerna får sin gula färg av karotenoid-pigment och svampen har åsar som går långt ner på foten. Åsarna är till skillnad från skivor oregelbundna i form och utbredning. Hatten är inrullad hos unga exemplar men utbredd och nedtryckt i mitten hos äldre och kan variera mycket i form. Köttet är fast och något blekare än svamphatten, och har en karaktäristisk behaglig, fruktig doft och mild kryddig smak. Svampen angrips ytterst sällan av djur, förmodligen på grund av dess kemiska sammansättning.
Svampen har blekgula elliptiska sporer, cirka 8 x 4,5 mikrometer i storlek. Den förekommer ofta i grupper, som ibland kan breda ut sig över flera kvadratmeter.
Den vanliga kantarellen har, liksom övriga medlemmar i släktet, en kompakt och icke ihålig fot. Detta kan jämföras med trattkantarell Craterellus tubaeformis, som, liksom övriga medlemmar i släktet Craterellus, har ihålig sådan. De båda släktena är mycket närstående.
Kantarell kan förväxlas med narrkantarell.

## Förekomst
Arten förekommer i hela Sverige. I Norrlands inland, i fjällen förekommer den dock sparsamt. I flera länder i Europa har kantarellen minskat stadigt, utan att man vet exakt varför. Möjligen hänger detta samman med allt större luftförorening och användning av tunga maskiner i den känsliga skogsmiljön. 
I Polen är kantarellen rödlistad som "under uppsikt", i Österrike är den listad som "sällsynt" och "potentiellt hotad" och i Tyskland och Nederländerna är den "sårbar" och riskerar att bli hotad i framtiden.

## Släktskap
Kantarellen ingår i basidsvampsordningen Cantharellales tillsammans med bland annat trattkantarellen (Craterellus tubaeformis) och den bleka taggsvampen (Hydnum repandum). 
Denna ordning består av cirka 300 arter och är förvånansvärt morfologiskt och ekologiskt mångfacetterad; såväl mykorrhizabildare (till exempel släktena Cantharellus, Craterellus, taggsvampssläktet Hydnum och fingersvampssläktet Clavulina) som vednedbrytare (släktena Sistotrema s.l. och Botryobasidium) och till och med fåtalet lavar (släktet Multiclavula) ingår i den.
Ordningen anses som tidig inom de fruktkroppsbildande basidsvamparna; detta återspeglas exempelvis i att "skivorna" på undersidan av kantarellernas fruktkroppar inte tros vara evolutionsmässigt likställda (homologa) med skivorna hos övriga skivbärande hattsvampar. "Skivorna" hos kantareller kallas ofta för "åsar" för att markera deras separata ursprung.
Arten bildar ektomykorrhiza, främst med barrträd och bok.

## Matlagning
Kantareller kallas ibland "skogens guld" och är en av de vanligaste svamparna för matlagning.
En maträtt är sauterade kantareller i smör med salt och peppar, som ofta serveras på (rostat) bröd, ibland som komplement till en kötträtt. Stekta kantareller kan användas i risotto och även på pasta med några matskedar keso och crème fraiche. Kantareller används också i pajer eller med stekt bacon, finhackad vitlök och salvia. 
Kantarell kan torkas, men inte i mer än 30 grader celsius, då detta gör att svampen smakar beskt.

## Bilder

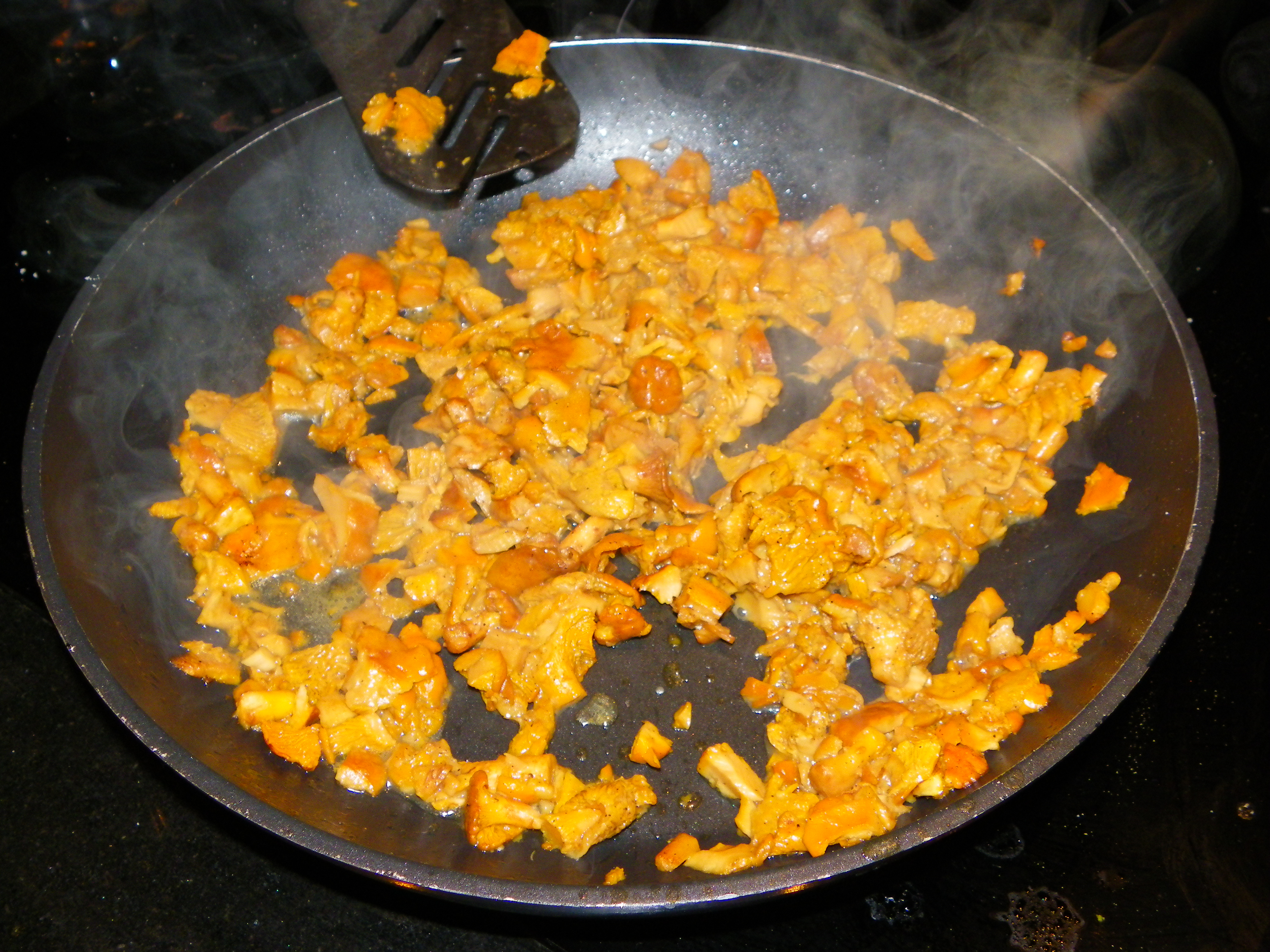
Kantareller i en stekpanna.
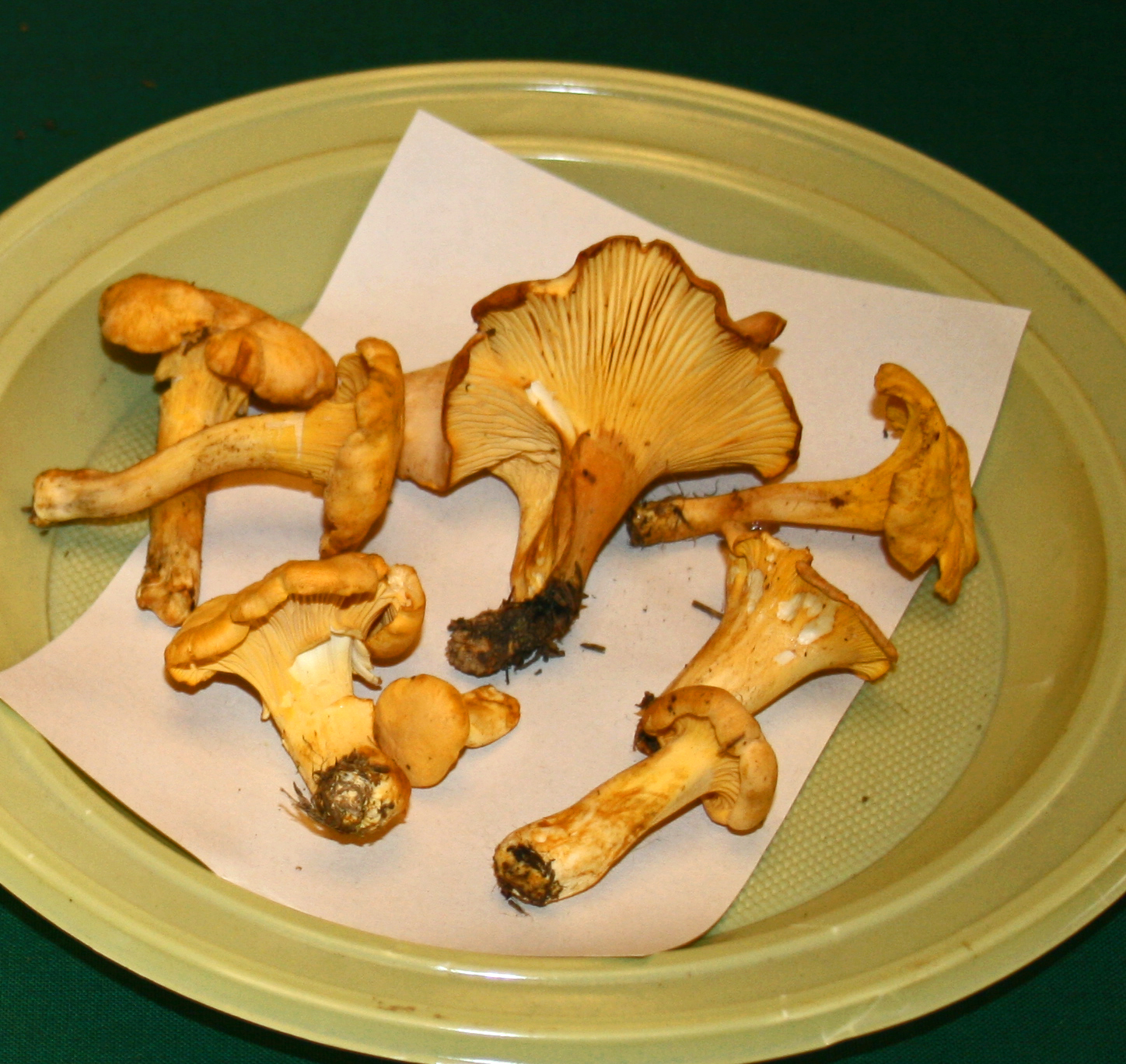
Kantareller upplagda på en tallrik.
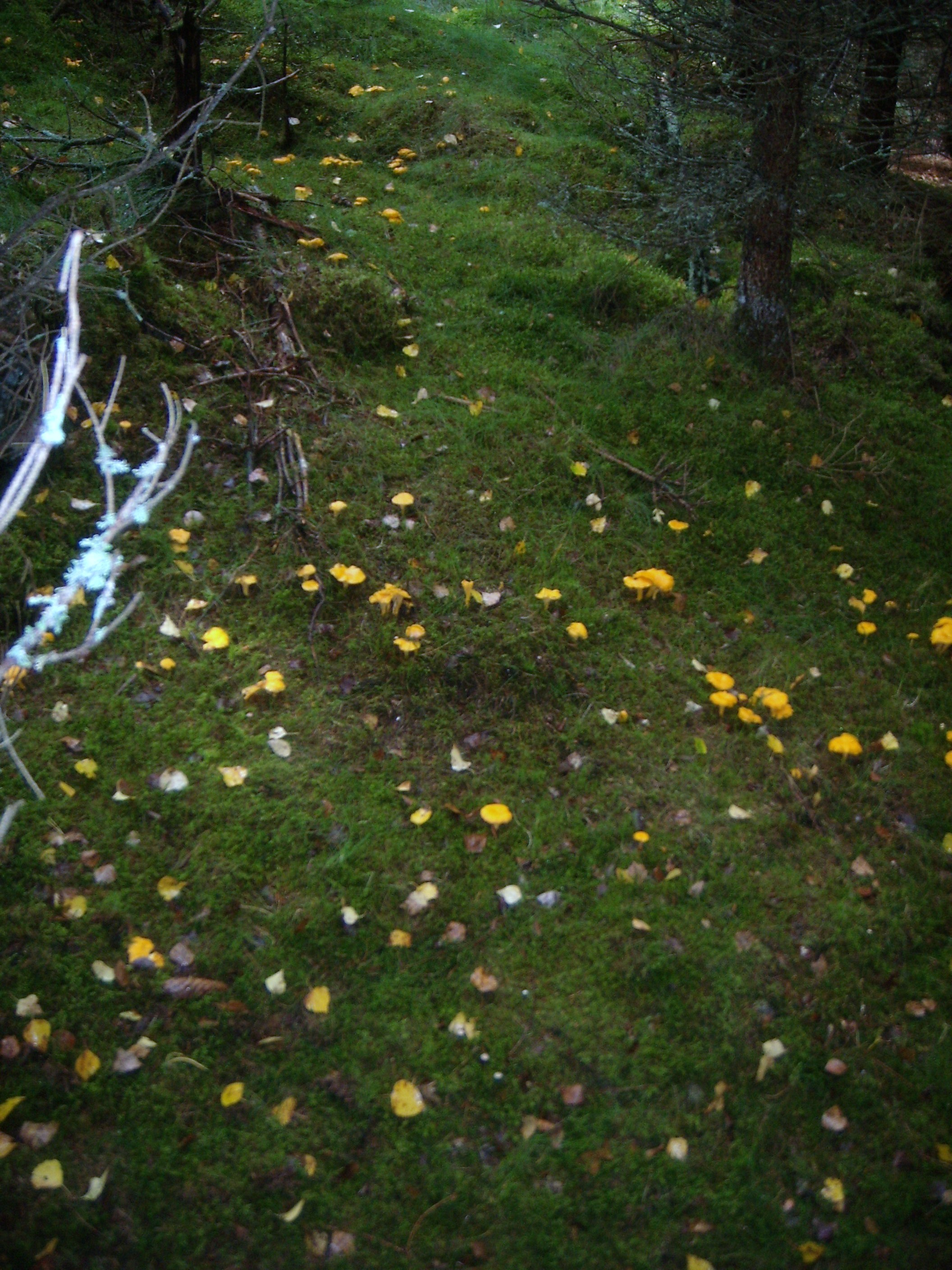
Kantarellställe.